# Anarnittuq Island
Anarnittuq Island – niezamieszkana wyspa w zatoce Cumberland, w regionie Qikiqtaaluk, na terytorium Nunavut, w Kanadzie. 
W pobliżu Anarnittuq Island położone są wyspy: Nunatak Island, Kekertelung Island, Iglunga Island, Clear Passage Island i Aupaluktok Island.